# エッダ (小惑星)
エッダ (673 Edda) は小惑星帯に位置する小惑星である。1908年9月20日、アメリカ合衆国の天文学者、ジョエル・ヘイスティングス・メトカーフが発見した。
北欧神話・英雄伝説が集成された歌謡集のエッダにちなんで命名された。